# HD 157661
HD 157661 är en sannolik trippelstjärna belägen i den norra delen av stjärnbilden Altaret. Den har en kombinerad skenbar magnitud av ca 5,29 och är svagt synlig för blotta ögat där ljusföroreningar ej förekommer. Baserat på parallaxmätning inom Hipparcosuppdraget på ca 5,1 mas, beräknas den befinna sig på ett avstånd på ca 640 ljusår (ca 190 parsek) från solen. Den rör sig bort från solen med en heliocentrisk radialhastighet på ca 8 km/s.

## Egenskaper
Primärstjärnan HD 157661 A är en blå till vit stjärna i huvudserien av spektralklass B7 V. Den har en radie som är ca 5 solradier och har ca 340 gånger solens utstrålning av energi från dess fotosfär vid en genomsnittlig effektiv temperatur av ca 10 400 K.
De inre komponenterna i konstellationen består av ett par huvudseriestjärnor av spektraltyp B. Primärstjärnan har en magnitud på 5,70. Följeslagaren har magnituden 6,46 och spektralklass B9.5 V och är belägen med en vinkelseparation av 2,115 bågsekunder. En tredje medlem av systemet är en stjärna av magnitud 7,6 och spektraltyp A belägen med en separation av 103 bågsekunder från primärstjärnan.